# 50721 Waynebailey
50721 Waynebailey este o planetă minoră (asteroid) din centura de asteroizi. A fost descoperită pe 2 martie 2000 la Catalina Station⁠(d) de Catalina Sky Survey. 
Obiectul prezintă o orbită caracterizată de o semiaxă mare de 2,4900228848171 UAi, o excentricitate de 0,15377021320901, o înclinație de 9,4847822964954 ° în raport cu ecliptica.